# Sammy Henderson
Samuel „Sammy“ Henderson (* 25. November 1944 in Glasgow) ist ein ehemaliger schottischer Fußballspieler und -trainer.

## Karriere
Sammy Henderson begann seine Karriere beim FC Ashfield in Possilpark, einem Stadtteil der schottischen Stadt Glasgow. Im Februar 1962 wechselte Henderson zu Celtic Glasgow. Der Defensivspieler gab sein Profidebüt bei Celtic am 19. Februar 1964 im Ligaspiel gegen Dundee United. Mit Celtic Glasgow gewann er in den 1960er Jahren mehrfach die Schottische Meisterschaft, den Pokal und Ligapokal. Im Jahr 1967 siegte er mit Celtic als Teil der Lisbon Lions im Finale des Europapokals der Landesmeister gegen Inter Mailand. Für die Bhoys absolvierte er bis zu seinem Abschied im Sommer 1967 allerdings nur wenige Pflichtspiele. Er wechselte für eine Ablösesumme von 5.000 £ zu Stirling Albion. Mit seinem neuen Verein stieg er in der ersten Saison aus der Division One ab. In den folgenden Jahren wurde der Wiederaufstieg verpasst. Nach Abschluss der Spielzeit 1972/73 wechselte Henderson für 20.000 £ zum FC Clydebank. Drei Jahre später beendete er bei den Bankies, durch einen Knorpelschaden bedingt seine Karriere als Spieler. Von 1981 bis 1988 war er Trainer von der Mannschaft aus Clydebank.

## Erfolge
mit Celtic Glasgow:
- Schottischer Meister: 1966, 1967, 1968
- Europapokal der Landesmeister: 1967
- Schottischer Pokalsieger: 1965, 1967
- Schottischer Ligapokalsieger: 1966, 1967, 1968

mit dem FC Clydebank:
- Schottischer Zweitligameister: 1976